# エリク・ファルケンブルフ
エリク・ファルケンブルフ（Erik Falkenburg、1988年5月5日 - ）は、オランダ・ライデン出身の元サッカー選手。現役時代のポジションはMF。

## クラブ経歴
地元のユースクラブを経て、スパルタ・ロッテルダムの下部組織に加入した。2008年1月23日、PSV戦にてトップチームデビューし、2009-10シーズンにはリーグ戦30試合で10得点を挙げた。
2010年7月1日、AZアルクマールに移籍した。しかし、レギュラー奪取には至らず、2012-13シーズンには構想外となったため、2013年1月27日、NECナイメヘンにレンタル移籍した。翌シーズンも引き続き構想外だったため、ゴー・アヘッド・イーグルスにレンタルした。
2014年7月1日、NACブレダに完全移籍した。このシーズン、リーグ戦を16位で終え、降格プレーオフに回ったブレダはローダJCとの直接対決に敗れて2部降格が決まった。
2015年7月12日、ヴィレムIIに2年契約で移籍した。2015-16シーズンリーグ戦でキャリアハイとなる11得点を記録するも、またもや16位でフィニッシュしたため、昨シーズンに続いて降格プレーオフに参加した。プレーオフでは1回戦アルメレ・シティFCに2-1で勝利、2回戦古巣NACブレダ戦では自身の2得点を含む3-1での勝利を飾り、2部降格は免れた。2017年5月10日、クラブとの契約満了により退団した。
2017年8月30日、ADOデン・ハーグにフリーで加入した。
2020年9月10日、ローダJCに1年契約で移籍した。